# Simac
Simac is een bedrijf dat is gevestigd te Veldhoven en dat werkzaam is op het gebied van informatietechnologie en industriële elektronica.
In 1971 startte een voormalig medewerker van Philips, M.J. (Mac) van Schagen, naar verluidt vanuit zijn slaapkamer met een eigen bedrijf, een agentschap voor Singer Instrumentation. Op basis hiervan ontstond de bedrijfsnaam Simac: een samentrekking van Singer en Mac, de voornaam van Van Schagen. Later is daar Electronics aan toegevoegd. Al snel werd naar een grotere ruimte uitgezien, een leegstaande basisschool te Steensel  werd opgeknapt en voorzien van tweedehands meubilair. Het bedrijf groeide en ging meerdere bedrijven vertegenwoordigen. Deze verkoopmaatschappij voor industriële elektronica ging zich ook richten op technische dienstverlening en onderhoud.
In 1976 werd een nieuw kantoorgebouw te Veldhoven in gebruik genomen. Ondertussen werd analoge meettechniek door digitale meettechniek vervangen en ontwikkelde de informatietechnologie zich als een nieuwe markt. In 1986 werd het bedrijf naar de beurs gebracht, en ook werd verhuisd naar een grotere ruimte in Veldhoven. Na een aantal overnames ging Simac ook complexe computernetwerken aanleggen.
In 1989 trad Eric van Schagen, de zoon van Mac, toe tot de Raad van Bestuur, en in 1991 trad Mac van Schagen terug. Het bedrijf groeide jaarlijks, aanvankelijk alleen in Nederland. Daar nam het aantal werknemers toe van 266 in 1990 tot 385 in 1994. Vervolgens werd Simac werkzaam in de Benelux-landen, Tsjechië en Slowakije en steeg het aantal werknemers tot meer dan 700. Na een periode van stagnatie trad weer een groei in. In 2007 was het aantal personeelsleden gestegen tot 857. Tot 2014 bleef Simac Techniek NV als moedermaatschappij beursgenoteerd. De "oude" naam Simac Electronics wordt gedragen door een van de dochtermaatschappijen die nog steeds als technische handelsonderneming succesvol is. In 2013 behaalde Simac een omzet van € 178 miljoen en een nettowinst van € 3,3 miljoen. Gedurende het jaar telde het bedrijf gemiddeld 958 medewerkers. Op basis van de aandelenkoers per ultimo 2013 was de marktwaarde € 44 miljoen. Simal Beheer, het investeringsvehikel van de familie Van Schagen, liet in september 2013 weten het bedrijf te willen inlijven voor 3 euro per aandeel. Op dat moment had Simal al ruim 80% van de aandelen in handen. Het aandeel Simac Techniek werd op 10 maart 2014 van de beurs in Amsterdam gehaald. Simal Beheer heeft verder belangen in diverse technologiebedrijven in Nederland, waaronder XYZTEC, Simple-Simon, Sensite Solutions, Chess en 2getthere.
In 2025 verhuisde de hoofdvestiging van Simac te Veldhoven van zijn karakteristieke kantoorpand naar het nabijgelegen techniekHuys.